# Лунёв, Евгений Анатольевич
Евге́ний Анато́льевич Лунёв (26 апреля 1976) — казахстанский футболист, нападающий. Выступал за сборную Казахстана.

## Карьера

### Клубная
Лунёв начинал карьеру в казахстанском клубе «Батыр», в 1996 году присоединился к «Шахтёру» из Караганды. Позднее выступал за другие клубы из Казахстана: «Булат», «Иртыш», «Женис», «Кайрат», «Окжетпес» и «Восток». В 1999 году в составе «Иртыша» стал победителем чемпионата страны, проведя в том сезоне 25 матчей и забив 8 голов. В 2002 году казахстанский нападающий в 30 играх национального первенства забил 16 голов (5 с пенальти), что позволило ему стать лучшим бомбардиром чнмпионата в сезоне 2002. Последним клубом в карьере Лунёва оказался «Восток» из Усть-Каменогорска.

### В сборной
Евгений Лунёв дебютировал в сборной Казахстана в 2002 году. До 2004 года он провёл в её составе 12 матчей и забил 3 гола.

## Достижения

### Командные
- Чемпион Казахстана: 1999

### Личные
- Лучший бомбардир чемпионата Казахстана: 2002